# Васильки (Варгашинський район)
Васи́льки (рос. Васильки) — присілок у складі Варгашинського району Курганської області, Росія. Входить до складу Варгашинської селищної ради.
Населення — 12 осіб (2010, 23 у 2002).